# Hochbärneck
Das Hochbärneck ist ein Bergrücken und eine Alm in der Gemeinde Sankt Anton an der Jeßnitz in den niederösterreichischen Kalkalpen. Hochbärneck ist eine Schulter auf dem Südwestrücken des 1130 m hohen Turmkogels.
Von der Hochbärneckhütte (915 m) und der benachbarten 10 Meter hohen Aussichtswarte hat man einen hervorragenden Blick auf den Ötscher und die Tormäuer (Naturpark Ötscher-Tormäuer). Weiters verläuft der Nord-Süd-Weitwanderweg über das Hochbärneck.
Auf dem Hochbärneck gibt es zwei Schlepplifte und Mountainbikestrecken.
Jährlich findet Ende Juni ein Almfest und am 15. August ein Almkirtag statt.
Das Hochbärneck ist von Sankt Anton an der Jeßnitz aus auf einer durchgehend asphaltierten Straße zu erreichen. Wanderern empfiehlt sich der Aufstieg an der Südseite, über den Trefflingfall oder vom Sulzbichl (Gemeinde Puchenstuben).
Seit Mai 2004 gibt es ein paar hundert Meter vor der Almhütte eine Astrostation, welche vom Astronomischen Arbeitskreis Amstetten betrieben wird.

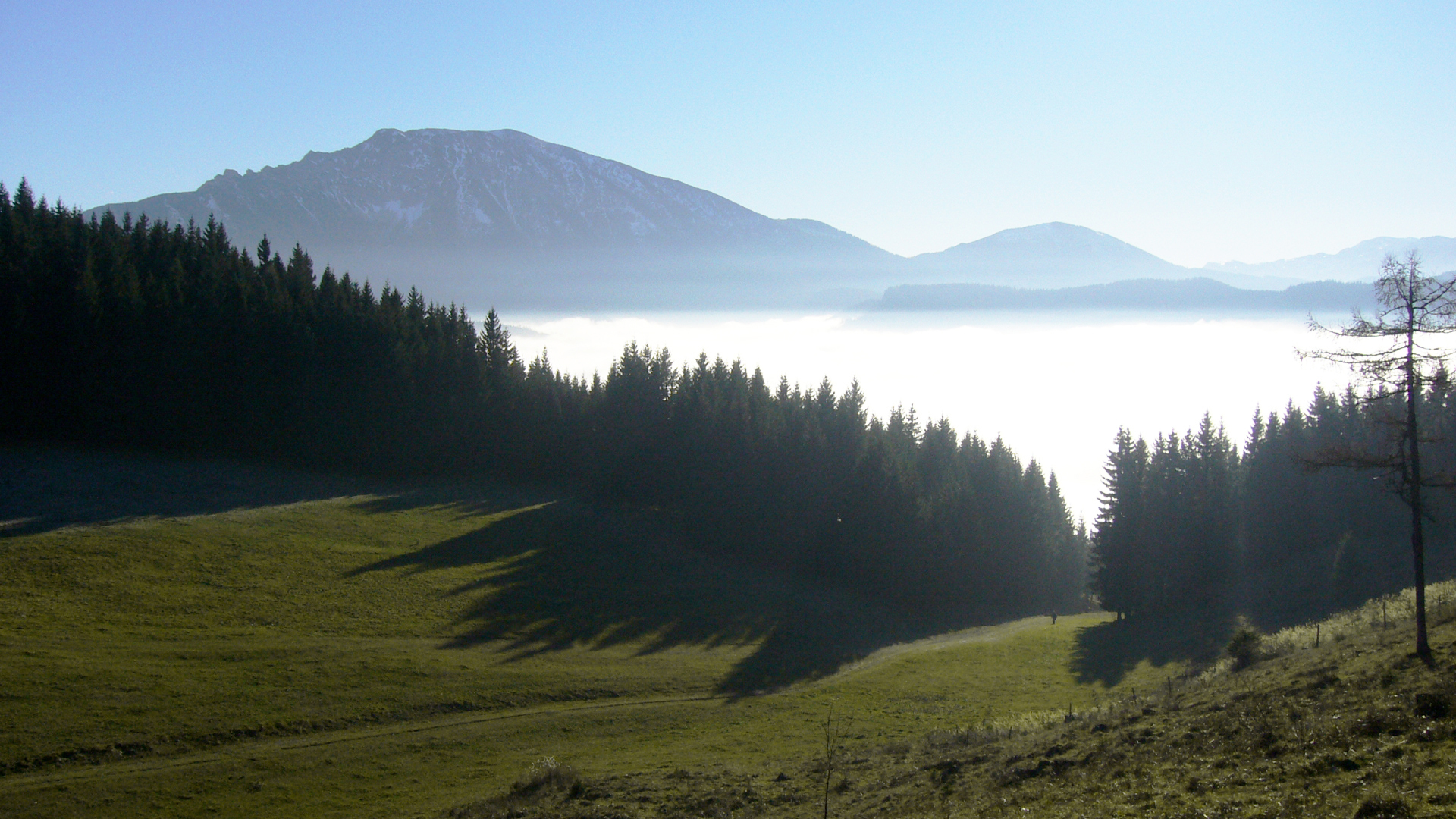
Blick gegen den Ötscher, unter dem Nebel der Naturpark Ötscher-Tormäuer
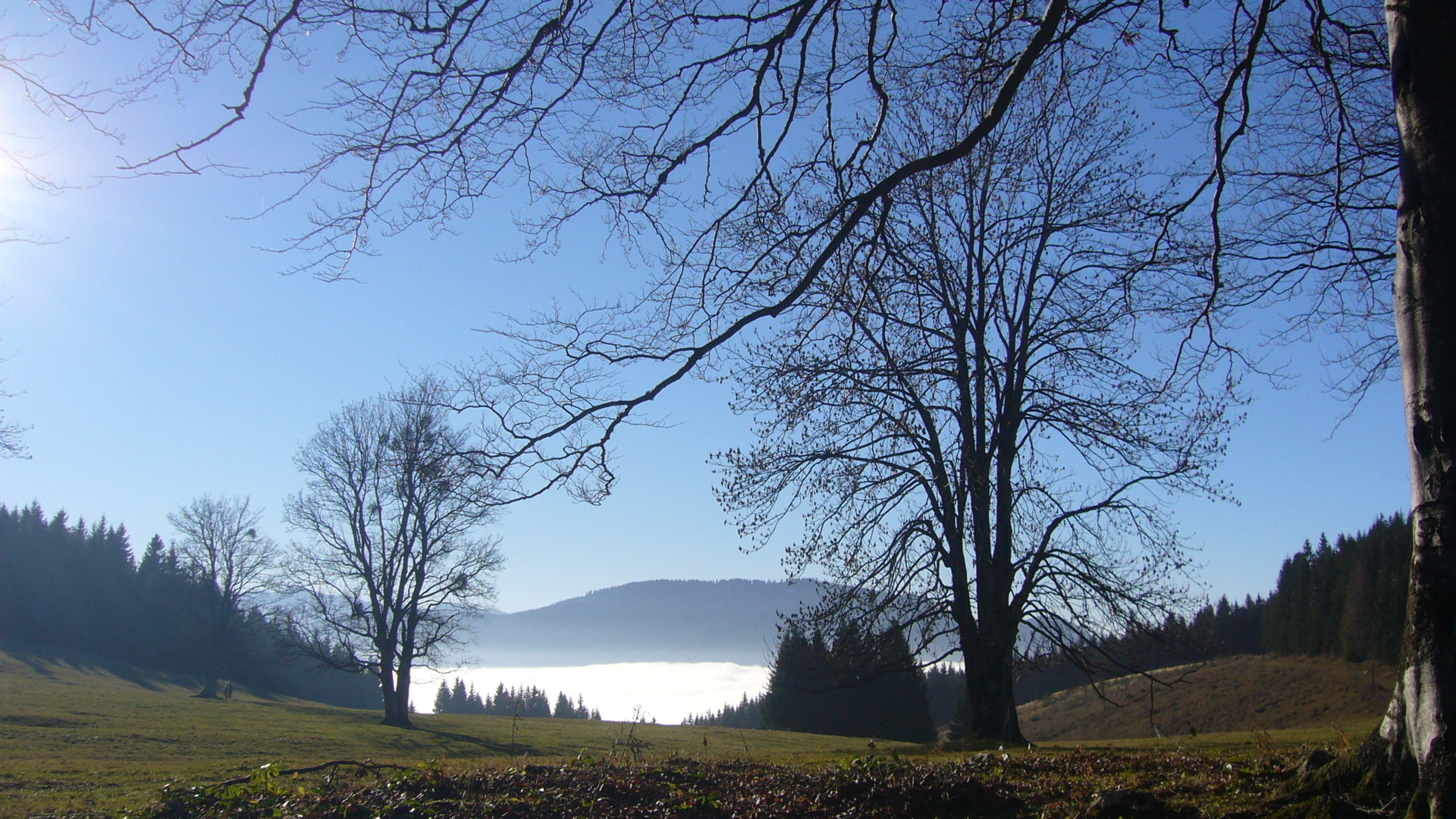
Auf dem Hochbärneck
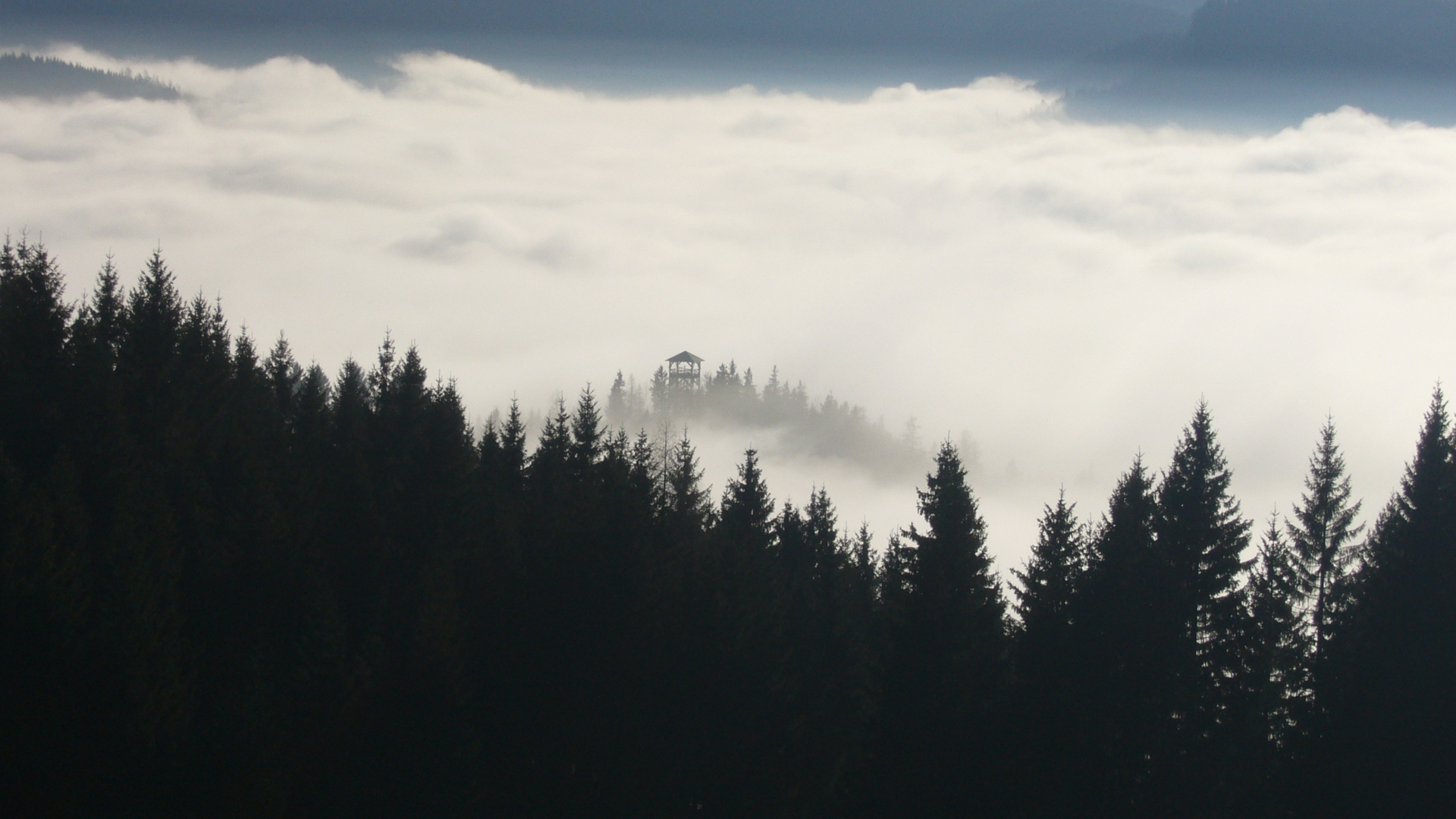
Aussichtswarte